# Đội tuyển bóng đá quốc gia Saint Vincent và Grenadines
Đội tuyển bóng đá quốc gia Saint Vincent và Grenadines (tiếng Anh: Saint Vincent and the Grenadines national football team) là đội tuyển cấp quốc gia của Saint Vincent và Grenadines do Liên đoàn bóng đá Saint Vincent và Grenadines quản lý.
Trận thi đấu quốc tế đầu tiên của đội là trận gặp đội tuyển Barbados là vào năm 1936. Đội đã một lần tham dự Cúp Vàng CONCACAF là vào năm 1996. Tại giải năm đó, đội đã để thua cả hai trận trước México và Guatemala, do đó dừng bước ở vòng bảng.

## Danh hiệu
- Vô địch Cúp Caribe: 0

Á quân: 1995

## Thành tích tại giải vô địch thế giới
- 1930 đến 1990 - Không tham dự
- 1994 đến 2022 - Không vượt qua vòng loại

## Cúp Vàng CONCACAF
| Cúp Vàng CONCACAF | Cúp Vàng CONCACAF        | Cúp Vàng CONCACAF        | Cúp Vàng CONCACAF        | Cúp Vàng CONCACAF        | Cúp Vàng CONCACAF        | Cúp Vàng CONCACAF        | Cúp Vàng CONCACAF        | Cúp Vàng CONCACAF        |
| Năm               | Vòng                     | Hạng                     | Pld                      | W                        | D                        | L                        | GF                       | GA                       |
| ----------------- | ------------------------ | ------------------------ | ------------------------ | ------------------------ | ------------------------ | ------------------------ | ------------------------ | ------------------------ |
| 1991              | Không tham dự            | Không tham dự            | Không tham dự            | Không tham dự            | Không tham dự            | Không tham dự            | Không tham dự            | Không tham dự            |
| 1993              | Không vượt qua vòng loại | Không vượt qua vòng loại | Không vượt qua vòng loại | Không vượt qua vòng loại | Không vượt qua vòng loại | Không vượt qua vòng loại | Không vượt qua vòng loại | Không vượt qua vòng loại |
| 1996              | Vòng bảng                | 9th                      | 2                        | 0                        | 0                        | 2                        | 0                        | 8                        |
| 1998 đến 2002     | Không vượt qua vòng loại | Không vượt qua vòng loại | Không vượt qua vòng loại | Không vượt qua vòng loại | Không vượt qua vòng loại | Không vượt qua vòng loại | Không vượt qua vòng loại | Không vượt qua vòng loại |
| 2003              | Không tham dự            | Không tham dự            | Không tham dự            | Không tham dự            | Không tham dự            | Không tham dự            | Không tham dự            | Không tham dự            |
| 2005 đến 2021     | Không vượt qua vòng loại | Không vượt qua vòng loại | Không vượt qua vòng loại | Không vượt qua vòng loại | Không vượt qua vòng loại | Không vượt qua vòng loại | Không vượt qua vòng loại | Không vượt qua vòng loại |
| Tổng cộng         | 1 lần vòng bảng          | 1/14                     | 2                        | 0                        | 0                        | 2                        | 0                        | 8                        |

## Đội hình
Đây là đội hình được triệu tập tham dự vòng loại World Cup 2022 gặp Guatemala và Cuba vào tháng 6 năm 2021.

Số liệu thống kê tính đến ngày 8 tháng 6 năm 2021 sau trận gặp Cuba.

| Số | VT | Cầu thủ           | Ngày sinh (tuổi)  | Trận | Bàn | Câu lạc bộ            |
| -- | -- | ----------------- | ----------------- | ---- | --- | --------------------- |
| 1  | TM | Josh Stowe        | 6 tháng 5, 2003   | 0    | 0   | Bequia United         |
| 22 | TM | Jadiel Chance     | 8 tháng 8, 1999   | 5    | 0   | Fitz Hughes Predators |
| 23 | TM | Garwin Davis      | 7 tháng 4, 2004   | 0    | 0   | System 3              |
|    |    |                   |                   |      |     |                       |
| 3  | HV | Tristan Marshall  | 19 tháng 12, 2003 | 2    | 0   | Toronto Skillz        |
| 4  | HV | Ted Robert        | 31 tháng 10, 2001 | 2    | 0   | System 3              |
| 5  | HV | Jahvin Sutherland | 10 tháng 11, 1994 | 23   | 3   | System 3              |
| 18 | HV | Jamal Yorke       | 9 tháng 10, 1991  | 17   | 0   | Sion Hill             |
|    |    |                   |                   |      |     |                       |
| 2  | TV | Kamol Bess        | 25 tháng 8, 1996  | 10   | 0   | Bequia United         |
| 7  | TV | Nazir McBurnette  | 18 tháng 2, 1993  | 48   | 5   | Hope International    |
| 11 | TV | Oryan Velox       | 28 tháng 10, 2004 | 2    | 0   | Layou                 |
| 15 | TV | Kenijah Joseph    |                   | 1    | 0   | Layou                 |
| 16 | TV | Diel Spring       | 26 tháng 12, 2000 | 18   | 0   | Wisła Sandomierz      |
| 17 | TV | Kyle Edwards      | 15 tháng 1, 1996  | 19   | 0   | Rio Grande Valley     |
| 19 | TV | Gidson Francis    | 1 tháng 4, 1999   | 7    | 0   | Pastures              |
| 21 | TV | Brad Richards     | 7 tháng 11, 1996  | 14   | 0   | Hope International    |
|    |    |                   |                   |      |     |                       |
| 6  | TĐ | Zidane Sam        | 24 tháng 7, 1998  | 3    | 1   | JeBelle               |
| 8  | TĐ | Kurtlon Williams  | 21 tháng 6, 1990  | 5    | 0   | Fitz Hughes Predators |
| 10 | TĐ | Cornelius Stewart | 7 tháng 10, 1989  | 55   | 18  | Maziya                |
| 13 | TĐ | Marlon Simmons    |                   | 0    | 0   | Bequia United         |

### Từng được triệu tập
| Vt | Cầu thủ         | Ngày sinh (tuổi)  | Số trận | Bt | Câu lạc bộ            | Lần cuối triệu tập                                 |
| -- | --------------- | ----------------- | ------- | -- | --------------------- | -------------------------------------------------- |
| TM | Dwayne Sandy    | 19 tháng 2, 1989  | 36      | 0  | Glenside Ball Blazers | vs. Quần đảo Virgin thuộc Anh, 28 tháng 3 năm 2021 |
|    |                 |                   |         |    |                       |                                                    |
| HV | Kishawn Johnny  | 10 tháng 11, 1996 | 7       | 1  | System 3              | vs. Quần đảo Virgin thuộc Anh, 28 tháng 3 năm 2021 |
| HV | Chevron McLean  | 9 tháng 5, 1996   | 4       | 0  | Billericay Town       | vs. Quần đảo Virgin thuộc Anh, 28 tháng 3 năm 2021 |
| HV | Akeem Williams  | 29 tháng 4, 1993  | 16      | 1  | Grenades              | vs. Quần đảo Virgin thuộc Anh, 28 tháng 3 năm 2021 |
|    |                 |                   |         |    |                       |                                                    |
| TV | Jahva Audain    | 21 tháng 2, 2002  | 0       | 0  | Pastures              | vs. Quần đảo Virgin thuộc Anh, 28 tháng 3 năm 2021 |
| TV | Nigel Charles   | 20 tháng 3, 2003  | 2       | 0  | Camdonia Chelsea      | vs. Quần đảo Virgin thuộc Anh, 28 tháng 3 năm 2021 |
| TV | Erel Hector     | 12 tháng 10, 1999 | 1       | 0  | Avenues United        | vs. Quần đảo Virgin thuộc Anh, 28 tháng 3 năm 2021 |
| TV | Terrason Joseph | 26 tháng 6, 2002  | 1       | 0  | JeBelle               | vs. Quần đảo Virgin thuộc Anh, 28 tháng 3 năm 2021 |
| TV | Renson Sayers   | 17 tháng 11, 2004 | 1       | 0  | Isan Pattaya          | vs. Quần đảo Virgin thuộc Anh, 28 tháng 3 năm 2021 |
| TV | Azinho Solomon  | 12 tháng 10, 1994 | 37      | 6  | System 3              | vs. Quần đảo Virgin thuộc Anh, 28 tháng 3 năm 2021 |
|    |                 |                   |         |    |                       |                                                    |
| TĐ | Oalex Anderson  | 11 tháng 11, 1995 | 31      | 14 | Richmond Kickers      | vs. Quần đảo Virgin thuộc Anh, 28 tháng 3 năm 2021 |